# Колло, Дельфина
Дельфина Колло (фр. Delphine Collot; род. 1968) — французская певица (сопрано), исполнительница старинной музыки.

## Биография
Изучала музыковедение в Сорбонне, затем обратилась к пению. Решающую роль в этом сыграла её встреча с американским тенором и педагогом Ричардом Миллером, три года занятий с ним во Франции и Австрии. В 1990—1994 Колло постоянно работала с Филиппом Херревеге и его барочными ансамблями. В 1992—1997 сотрудничала с клавесинистом, органистом и дирижёром Мартеном Жесте и его ансамблем Музыкальный парламент. Выступает также с другими дирижёрами и ансамблями во Франции и Бельгии (Кристоф Руссе, Кристоф Куэн, Филипп Пьерло). Концертировала в Европе, Канаде, Японии.

## Репертуар
Среди записей певицы — месса Палестрины Viri Galilei, кантаты и Магнификат Баха. Она исполняла сочинения Шюца, Жоскена Депре, Орландо Лассо, Клерамбо, Вивальди, Кальдары, Броссара, Гриньи, Мендельсона, песни Рихарда Штрауса, Дебюсси, Пуленка. Выступает с сочинениями современных авторов (Эрик Танги, Ноэль Ли и др.).

## Педагогическая деятельность
С 2001 преподает вокал в магистратуре Лионской оперы, ведет курсы и мастер-классы в ряде региональных музыкальных академий Франции, работает как хормейстер.